# Eusthenia nothofagi
Eusthenia nothofagi là một loài côn trùng thuộc họ Eustheniidae. Đây là loài đặc hữu của Úc.